# Sphingomonas paucimobilis
Sphingomonas paucimobilis – aerobowa Gram-ujemna laseczka glebowa. Posiada jedną biegunową wić, która zapewnia jej powolny ruch. Występuje szeroko w środowisku naturalnym, a także szpitalnym. Rzadko może wywoływać zakażenia u człowieka (szczególnie u osób z osłabioną odpornością), które w przeważającej większości nie są groźne dla życia.